# NE556

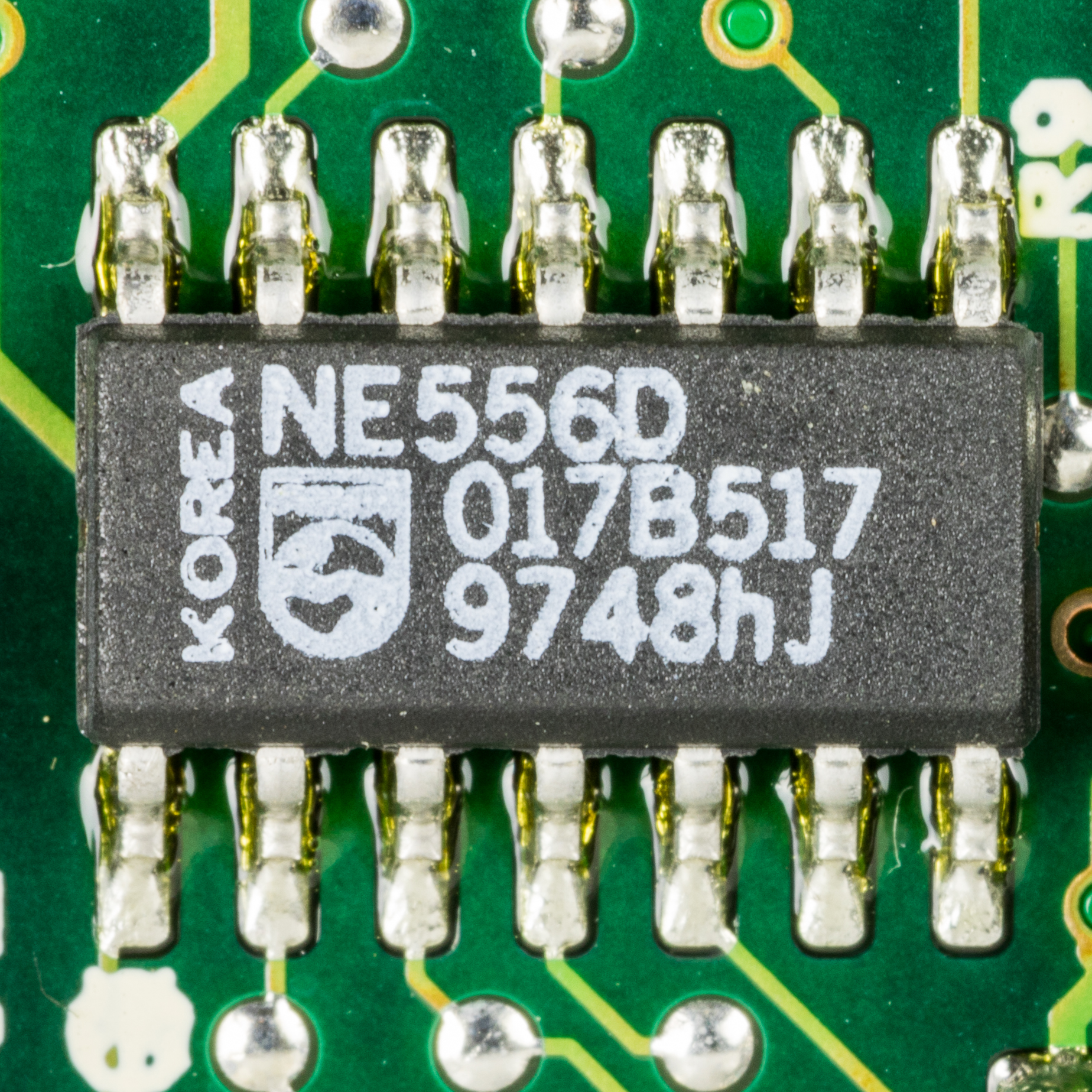
Philips NE556D

Distribución de los pines del 556

El circuito integrado NE556 es un controlador altamente estable, capaz de producir retardos de tiempo preciso u oscilación. En el modo de retardo del tiempo de operación, el tiempo se controla con precisión por una resistencia externa y el condensador. Para un funcionamiento estable como un oscilador, la frecuencia de funcionamiento correcto y el ciclo de trabajo son a la vez controlada con precisión con dos resistencias externas y un condensador. Por lo cual es un generador de ondas pulsantes cuadradas.

Los circuitos pueden ser desencadenados, restablecer en la caída de las formas de onda, y puede tener una salida máxima 200 mA.
El 556 consta de 2 circuitos integrados 555. 